# Indra (Sängerin)

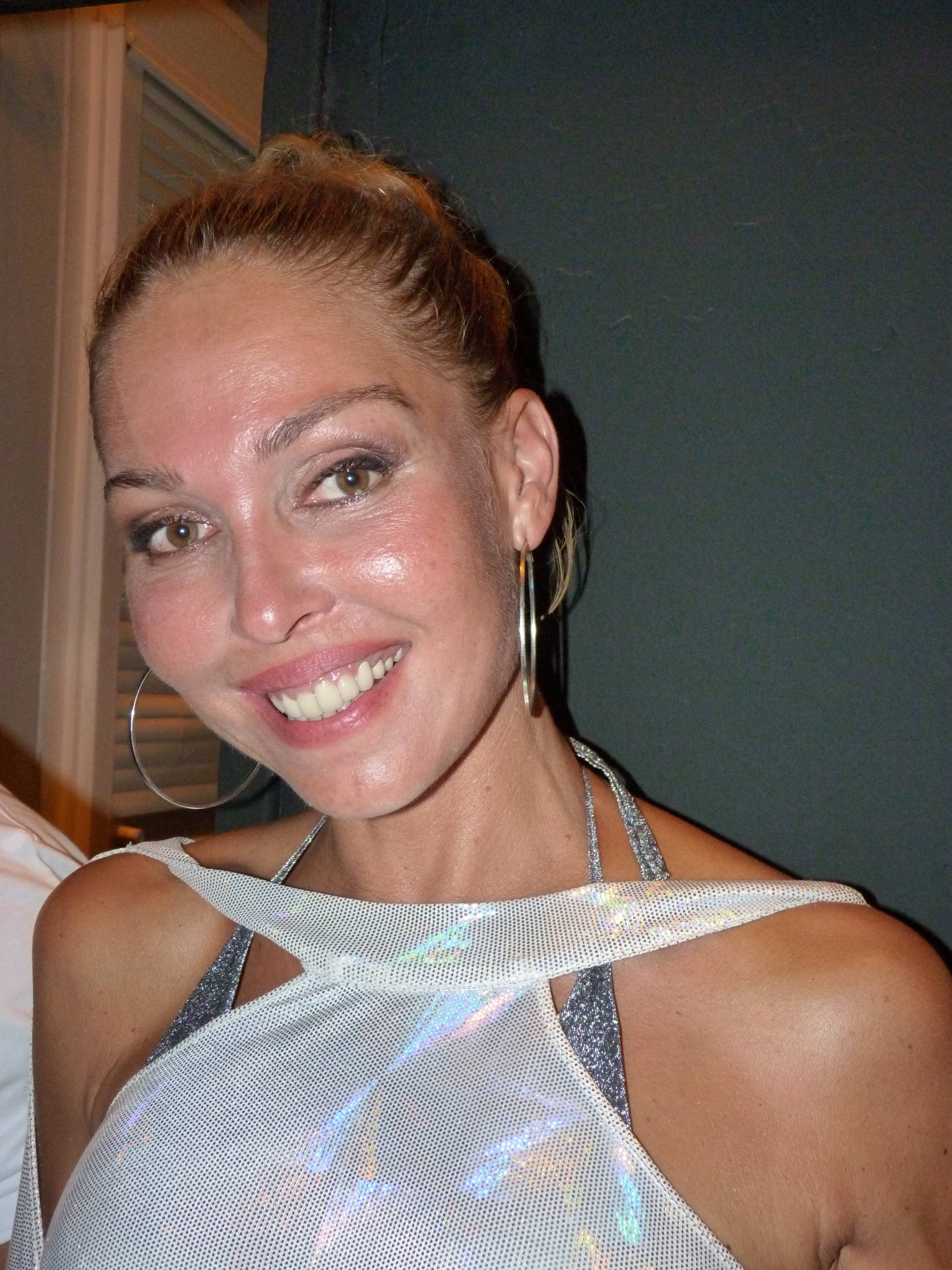
Indra (2012)

Indra Kuldassar (* 20. Juli 1967 in Göteborg) ist eine schwedische Sängerin, Moderatorin und Schauspielerin, die seit 1990 Tonträger veröffentlichte und hauptsächlich in ihrer Wahlheimat Frankreich Erfolg hatte, wo ihre Lieder Misery und Temptation 1991 sogar Top-10-Status erlangten.

## Biografie
Die Tochter estnischer Eltern zog mit ihrem Freund Guy Paillard in den 1980er Jahren nach Frankreich und trat als Tänzerin in einem Pariser Nachtclub auf. Nachdem sie dort entdeckt worden war und einen Plattenvertrag erhalten hatte, kam es zur Zusammenarbeit mit dem Produzenten Orlando alias Bruno Gigliotti, dem Bruder der französischen Sängerin Dalida.
1990 erschien die Debütsingle Let’s Go Crazy, die im Januar 1991 in die französischen Charts einstieg und Platz 11 erreichte. Misery und Temptation schafften es im Juli bzw. Dezember des Jahres sogar auf Platz 7 in Frankreich. Mit Tell Me (Platz 17) und Gimme What’s Real (Platz 16) gelang Indra, die in ihrer Wahlheimat auch „Queen of Dance Music“ genannt wurde, 1992 zweimal der Sprung in die französischen Top 20, Rescue Me kletterte 1993 immerhin noch auf Platz 38.
1995 war Indra auf Dalidas Remixalbum Comme si j’étais là zu hören. Sie steuerte den Rap-Part zum Track Jusqu’au bout du rêve bei. 1998 arbeitete sie für den Sender France 3 und moderierte einige Ausgaben der Sendung Ce soir, je passe à la télé. 1999 kam es zu einem weiteren Charterfolg, als die Single Never, Never eine Woche auf Platz 99 in Frankreich stand. Im selben Jahr endete Indras Plattenvertrag, sie heiratete das Model Guy Paillard und zog in die Schweiz. 2000 wurde ihr Sohn geboren.
2004 kehrte Indra ins Musikgeschäft zurück und begann, wieder mit Orlando als Produzent, in französischer Sprache zu singen, um in Frankreich häufiger im Radio gespielt zu werden. Anfang 2005 hatte sie mit Besoin de vous, einem Duett mit Frédéric Lerner, ihr Comeback in den französischen Charts (Platz 47) und den ersten und einzigen Hit in der Schweiz (Platz 88). Im Juni des Jahres folgte mit Oublie moi der nächste Soloerfolg in den Top 40 Frankreichs (Platz 39).
2006 nahm Indra an Je suis une célébrité, sortez-moi de là!, der französischen Version der Sendung Ich bin ein Star – Holt mich hier raus!, teil. Daraufhin erschien Sois beau et tais toi und brachte ihr im April auf Rang 16 die letzte Hitparadennotierung für eine Single ein, gleichzeitig platzierte sich das Album Indra auf Rang 63. Mit mehr als einer Million verkaufter Tonträger zählt sie dort zu den 500 erfolgreichsten Interpreten. 
2009 kam es zu einem Engagement als Schauspielerin an der Seite von Georges Beller, Steevy Boulay und Sonia Dubois in der Komödie Ma femme est folle im Théâtre des Nouveautés in Paris. 2010 nahm Indra an der Tournee Dance Machine – La tournée des années 90 teil, an der diverse Künstler beteiligt waren, die in den 1990er Jahren in Frankreich erfolgreich waren, darunter Gala, Corona, Worlds Apart, Black Box, Larusso, Benny B und andere.

## Diskografie
| Jahr | Titel | Höchstplatzierung, Gesamtwochen, AuszeichnungChartplatzierungen (Jahr, Titel, Platzierungen, Wochen, Auszeichnungen, Anmerkungen) | Höchstplatzierung, Gesamtwochen, AuszeichnungChartplatzierungen (Jahr, Titel, Platzierungen, Wochen, Auszeichnungen, Anmerkungen) | Anmerkungen |
| Jahr | Titel | CH | FR | Anmerkungen |
| ---- | ----- | --- | --- | ----------- |
| 2006 | Indra | — | FR63 (4 Wo.)FR |             |

Weitere Alben
- 1991: Temptation – The Album (FR: Gold)
- 1992: Together Tonight (FR: Gold)
- 1994: Best Of (Kompilation)
- 1995: Anywhere
- 1998: You and Me
- 2010: One Woman Show
- 2011: Old Skool
- 2012: 7

### Singles
| Jahr | Titel Album                        | Höchstplatzierung, Gesamtwochen, AuszeichnungChartplatzierungen (Jahr, Titel, Album, Platzierungen, Wochen, Auszeichnungen, Anmerkungen) | Höchstplatzierung, Gesamtwochen, AuszeichnungChartplatzierungen (Jahr, Titel, Album, Platzierungen, Wochen, Auszeichnungen, Anmerkungen) | Anmerkungen         |
| Jahr | Titel Album                        | CH | FR | Anmerkungen         |
| ---- | ---------------------------------- | --- | --- | ------------------- |
| 1991 | Let’s Go Crazy Temptation          | — | FR11 (16 Wo.)FR |                     |
| 1991 | Misery Temptation                  | — | FR7 Silber · (24 Wo.)FR |                     |
| 1991 | Temptation                         | — | FR7 (21 Wo.)FR |                     |
| 1992 | Tell Me Temptation                 | — | FR17 (16 Wo.)FR |                     |
| 1992 | Gimme What’s Real Together Tonight | — | FR16 (21 Wo.)FR |                     |
| 1993 | Rescue Me Together Tonight         | — | FR38 (5 Wo.)FR |                     |
| 1999 | Never, Never You and Me            | — | FR99 (1 Wo.)FR |                     |
| 2005 | Besoin de vous Indra               | CH88 (2 Wo.)CH | FR47 (8 Wo.)FR | mit Frédéric Lerner |
| 2005 | Oublie moi Indra                   | — | FR39 (11 Wo.)FR |                     |
| 2006 | Sois beau et tais toi Indra        | — | FR16 (11 Wo.)FR |                     |

Weitere Singles
- 1993: Yesterday Is History (Tomorrow Is a Mystery)
- 1994: Hollywood
- 1994: Save My Life
- 1995: We Belong Together
- 1995: Anywhere
- 1995: Jusqu’au bout du rêve (Dalida feat. Indra)
- 1997: Message for You
- 1999: Reggae Life (mit Mickaël Damian)
- 2009: High Heels and Backwards
- 2009: Upper Hand (Sexy Mama)